# Vila Nova de Tazem
Vila Nova de Tazem is een plaats (freguesia) in de Portugese gemeente Gouveia en telt 2 011 inwoners (2001).

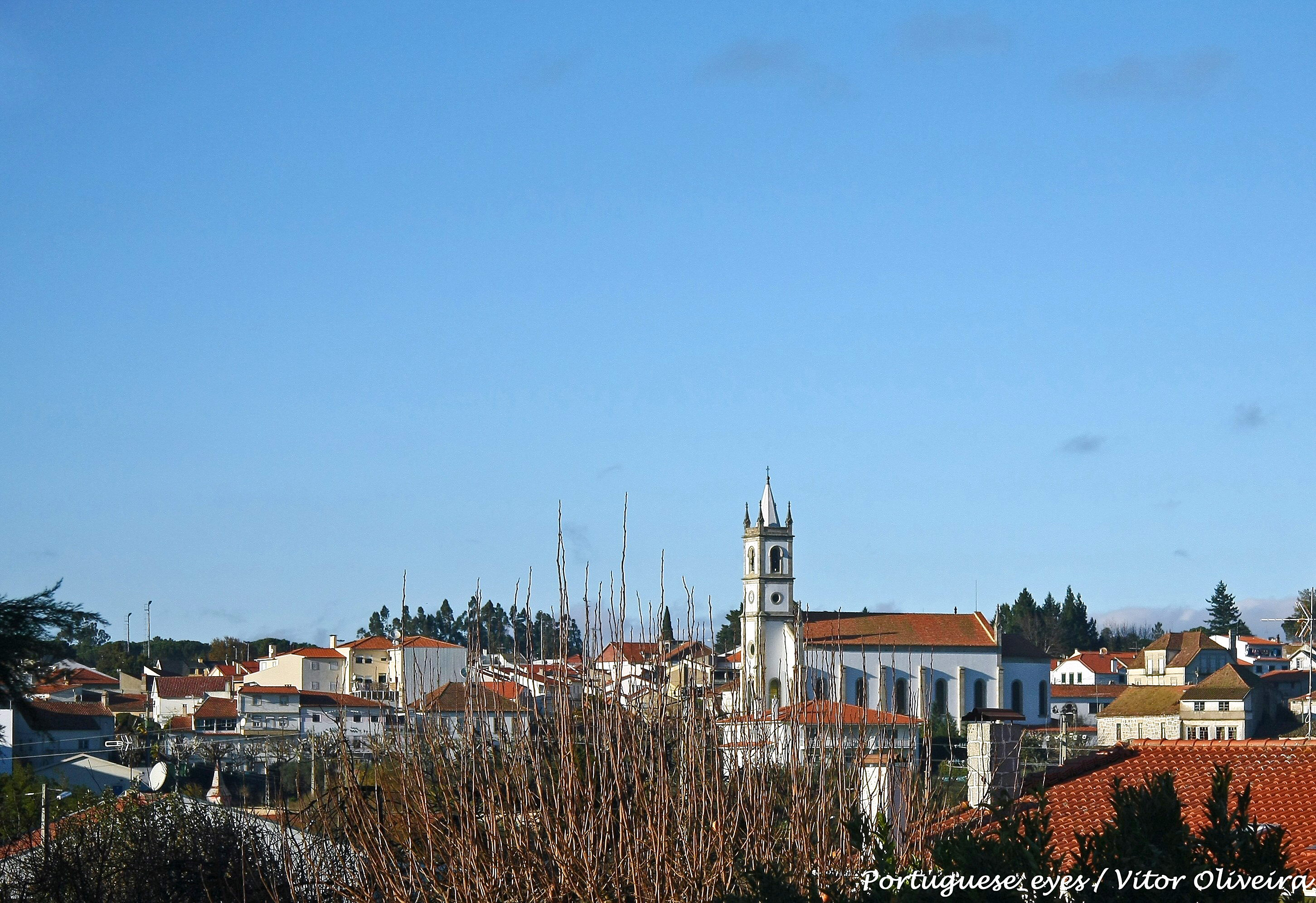
Villa Nova de Tazem, met Onze Lieve Vrouwe Ten Hemelopnemingkerk